# Stado Tarbes Pyrénées rugby (féminines)
Cet article traite de l'équipe féminine de rugby à XV. Pour l'équipe masculine, voir l'article Stado Tarbes Pyrénées rugby.
Actualités
La section féminine du Stado Tarbes Pyrénées rugby est un club français de rugby à XV basé à Tarbes.
Elle évolue en Fédérale 1 pour la saison 2024-2025, en rassemblement avec l'équipe féminine de la Jeunesse sportive iboscéenne, de la commune voisine d'Ibos.

## Historique
Les Tarbaises sont sacrées championnes de Fédérale 1 à l'issue de la saison 2011-2012, s'imposant en finale aux tirs au but contre les Lyonnaises.
À la suite de la réorganisation fédérale des divisions féminines de l'intersaison 2018, donnant entre autres lieu à l'expansion de la 1re division de huit à seize équipes, le Stado est automatiquement promu en Élite 1,.
Reléguée en Élite 2 après une saison, l'équipe féminine est menacée d'une relégation volontaire en Fédérale 1 à la demande de l'association Stado TPR, voire d'une dissolution, étant donné les coûts de fonctionnement jugés trop onéreux,. L'inscription en Élite 2 est finalement confirmée quelques semaines plus tard.
Compte tenu de l'obligation d'avoir au moins une réserve et des cadettes à X en plus de l'équipe fanion, l'équipe quitte l'Élite 2 pour rejoindre la Fédérale 1 en 2021-2022.

## Palmarès
- Championnat de France de 1re division fédérale :
  - Champion : 2012.